# Svaltjärnen, Jämtland
Svaltjärnen är en sjö i Bräcke kommun i Jämtland och ingår i Ljungans huvudavrinningsområde.